# Liferea
Liferea – czytnik RSS przeznaczony dla środowiska graficznego GNOME. Jest jednym z najbardziej zaawansowanych programów tego typu przeznaczonych na Linuksa.
Obsługuje następujące formaty: RSS, CDF, Atom, OCS i OPML.
Posiada wyszukiwarkę, umożliwia grupowanie źródeł w katalogi.